# واورتر
واورتر (به لاتین: Vauratar) یک منطقهٔ مسکونی در نپال است که در Parsa District واقع شده‌است.

## خصوصیات
واورتر ۵٬۴۷۴ نفر جمعیت دارد.